# زانادو
زانادو (Xanadu) هي موقع أثري في الصين. وتعد زانادو، أو المعروفة أيضا بأطلال شانغدو من عهد أسرة يوان الامبراطورية، أحد المواقع المحفوظة جيدا بين عواصم أسرة يوان ( 1271 - 1368) في الصين، وقد أدرجت إلى قائمة التراث الثقافي العالمي لليونسكو في عام 2012. ونتج زانادو عن تمازج ثقافة المراعي وثقافة الزراعة والحضارة الغربية.

## الموقع
تقع زانادو في منطقه إدارية تسمى دولون كونتي.

## جغرافيا وتاريخ
زانادو مساحتها 25,131.3 هكتار و 150,722 هكتار
وفقًا للتاريخ والبيانات المجمعة، يُعتقد أن قصر زانادو Xanadu يبلغ نصف حجم المدينة المحرمة في بكين.
أصبح زانادو Xanadú رمزًا للروعة أو الثراء، لذلك فهو يشير إلى ما هو فاخر.
من المعروف أنه في عام 1278 ، زار المستكشف البندقية ماركو بولو المدينة.
في عام 1797 ، صنع الشاعر الإنجليزي صموئيل تايلور كوليردج القصيدة كوبلا خان حيث يصف الثروة وروعة Xanadú.